# Hệ tinh thể lục phương

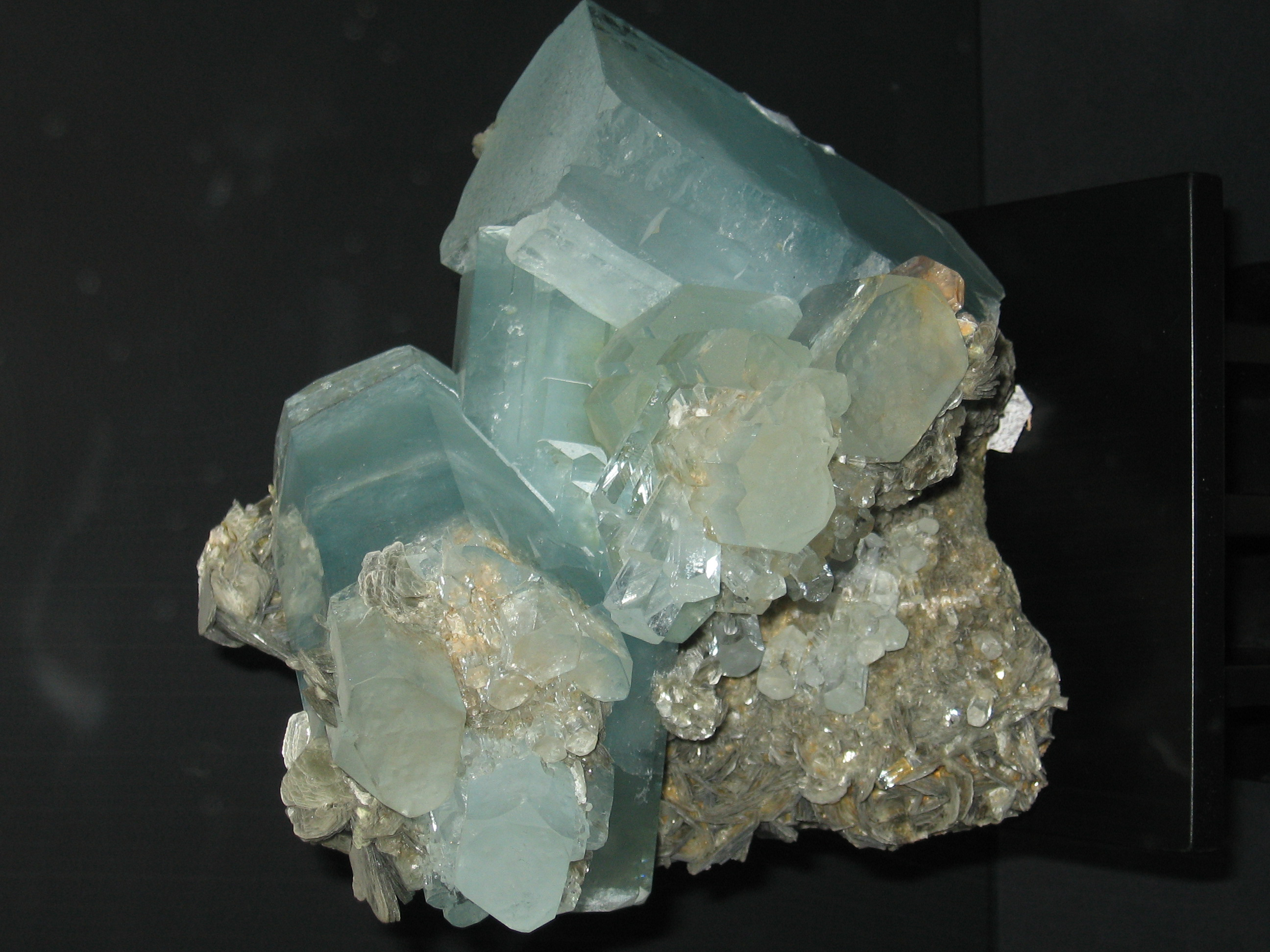
Một mẫu tinh thể hệ tinh thể lục phương, beryl

Lục phương

Trong tinh thể học, hệ tinh thể lục phương là một trong bảy hệ tinh thể và nó chứa 7 nhóm đối xứng tâm. Dạng hình học giống như hình lăng trụ có đáy là hình lục giác. Chỉ có một ô mạng Bravais thuộc hệ này, tức có sáu nguyên tử trong một ô mạng.
Than chì là một ví dụ về tinh thể được kết tinh theo hệ tinh thể lục phương.
Các sắp xếp lục phương cũng được tìm thấy trong các cấu trúc của amphiphil và cấu tạo nên một trong số các loại lipid đa phân tử.
Nhóm đối xứng tâm (hay còn gọi là lớp tinh thể) thuộc hệ này được liệt kê bên dưới cùng ký hiệu quốc tế, ký hiệu Schoenflies, và ví dụ khoáng vật đặc trưng.
| Tên                       | Quốc tế                                      | Schoenflies | Ví dụ                         |
| ------------------------- | -------------------------------------------- | ----------- | ----------------------------- |
| Lưỡng tháp lục phương kép | {\displaystyle \mathrm {{\frac {6}{m}}mm} }  | D6h         | beryl                         |
| Tháp lục phương kép       | {\displaystyle \mathrm {6mm} \,}             | C6v         | greenockit                    |
| Lưỡng tháp lục phương     | {\displaystyle \mathrm {\frac {6}{m}} }      | C6h         | apatit                        |
| Tháp lục phương           | {\displaystyle \mathrm {6} \,}               | C6          | nephelin                      |
| Mặt thang lục phương      | {\displaystyle 622\,}                        | D6          | kalsilit và thạch anh bậc cao |
| Tháp đôi ba phương kép    | {\displaystyle \mathrm {{\overline {6}}2m} } | D3h         | benitoit                      |
| Tháp đôi ba phương        | {\displaystyle {\overline {6}}}              | C3h         |                               |